# بانک توسعه آفریقا
بانک توسعه آفریقا (به انگلیسی: African Development Bank) یا بانک گروه (AfDB یا ADB) مؤسسه مالی توسعه ای چند جانبه که مقر آن از سال ۲۰۱۴ در آبیجان، ساحل عاج، است. در سال ۱۹۶۴ تأسیس شد و شامل سه نهاد است: بانک توسعه آفریقا، صندوق توسعه آفریقا و صندوق اعتماد نیجریه. هدف این بانک ارائه خدمات مالی به دولت‌های آفریقایی و شرکت‌های خصوصی که در کشورهای عضو منطقه (RMC) است. و نیز اقدام به سرمایه‌گذاری در کشورهای عضو می‌کند.

## اقدامات
مأموریت این بانک مبارزه با فقر و بهبود شرایط زندگی در قاره آفریقا از طریق ارتقا سرمایه‌گذاری دولتی و خصوصی در پروژه‌ها و برنامه‌هایی است که احتمالاً به توسعه اقتصادی و اجتماعی این قاره کمک می‌کنند.